# Zilizische Zeitlose
Die Zilizische Zeitlose (Colchicum cilicicum) ist eine Pflanzenart aus der Gattung der Zeitlosen (Colchicum) in der Familie der Zeitlosengewächse (Colchicaceae).

## Merkmale
Die Zilizische Zeitlose ist ein ausdauernde Knollenpflanze, die Wuchshöhen von 10 bis 28 Zentimeter erreicht. Die Blätter messen 30 bis 40 × 5,5 bis 7 (selten 4 bis 11,5) Zentimeter. Sie sind aufrecht, elliptisch bis lanzettlich, stumpf und erscheinen bald nach der Blütezeit. Es sind 3 bis 25 Blüten vorhanden. Die Perigonzipfel weisen oft nur eine schwache Schachbrettmusterung auf. Sie sind blass lilapurpurn bis tief purpurrosa, entlang der Staubfädenkanäle behaart und messen 50 bis 75 (selten ab 40) × 12 bis 25 Millimeter. Die Staubbeutel sind gelb. Der Griffel ist meist länger als das Perigon. Die Narben sind punktförmig und laufen weniger als 1,5 Millimeter an den Griffeln herab.
Die Blütezeit reicht von August bis September, selten bis Oktober.
Die Chromosomenzahl beträgt 2n = 54.

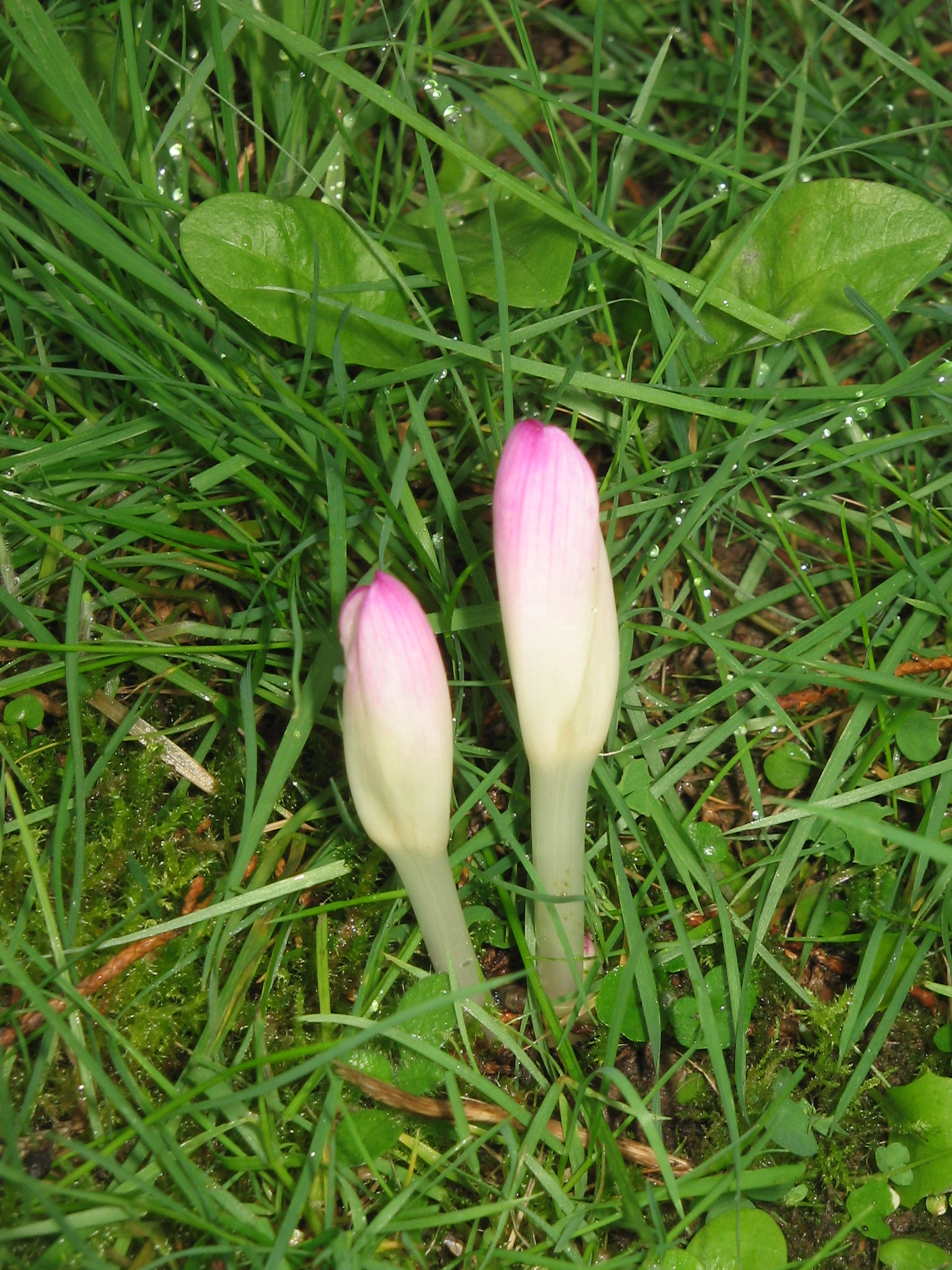
Knospen
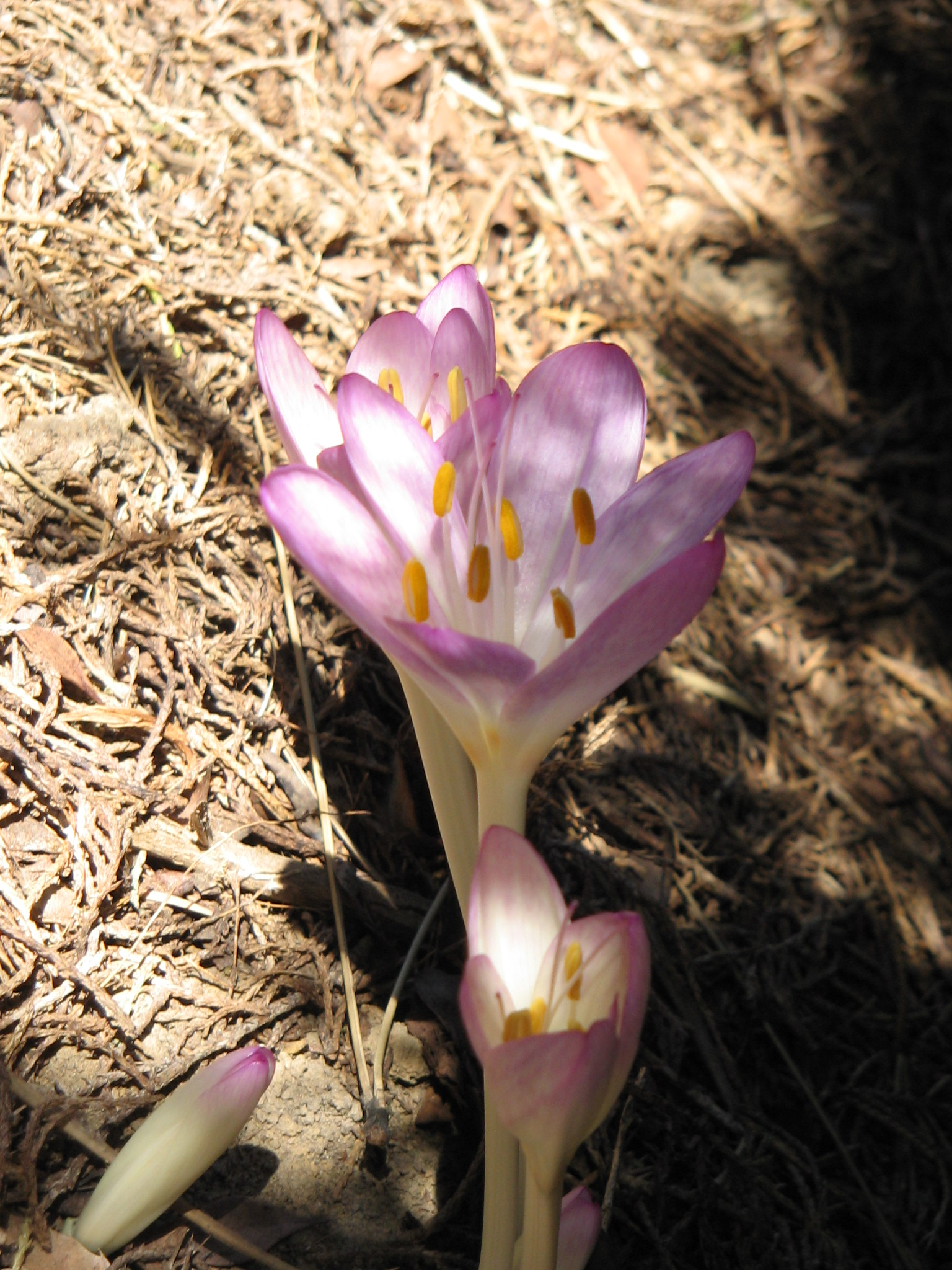
Blüten
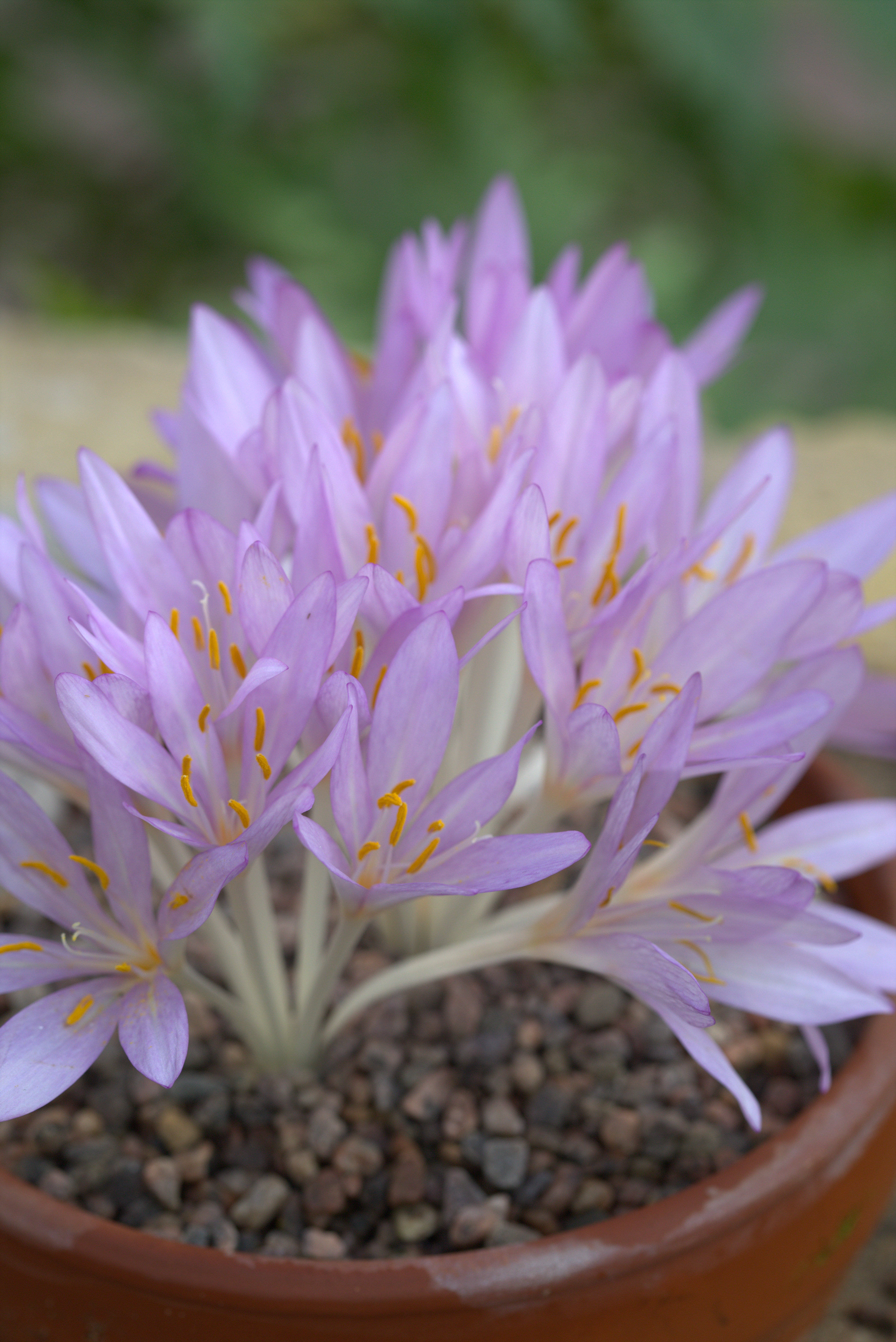
In Blüte
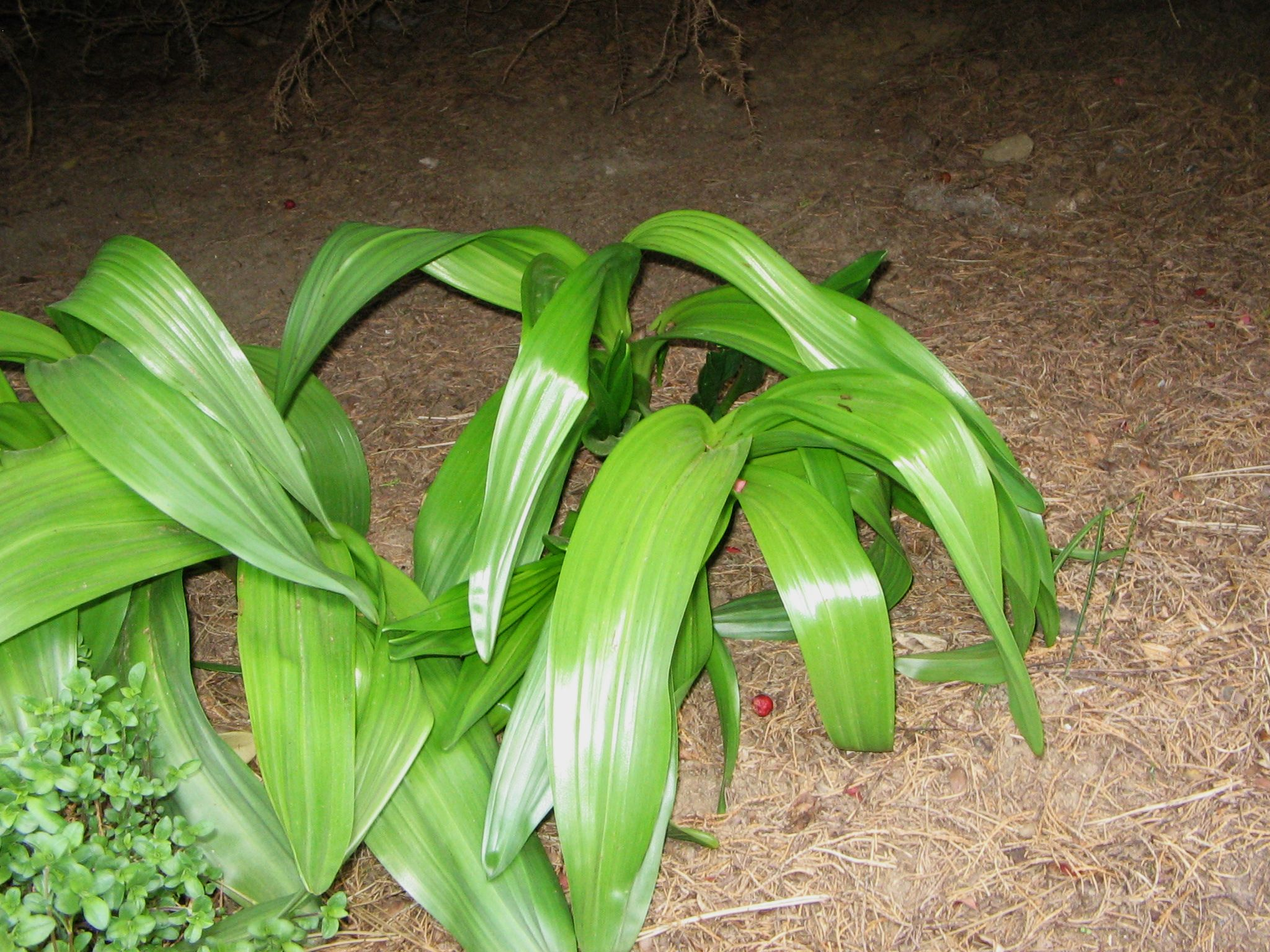
Blätter

## Vorkommen
Die Zilizische Zeitlose kommt in der südlichen Türkei (ohne den Osten), in Syrien und im Libanon (also im antiken Kilikien sowie westlich und südlich davon) auf Felshängen, an Bachufern, in Eichen- und Kiefernwäldern sowie zwischen Kalkblöcken in Höhenlagen von 35 bis 1980 Meter vor.

## Taxonomie
Die Zilizische Zeitlose wurde 1882 von Pierre Edmond Boissier als Varietät Colchicum × byzantinum var. cilicicum Boiss. in Flora Orientalis Band 5, Seite 160 erstbeschrieben. Die Varietät wurde 1898 von  Carl Lebrecht Udo Dammer in Gardeners' Chronicle, Serie 3, Band 23, Seite 34 als Colchicum cilicicum (Boiss.) Dammer in den Rang einer Art erhoben. Synonyme von Colchicum cilicicum (Boiss.) Dammer sind Colchicum autumnale var. tenorei (Parl.) Fiori  und Colchicum autumnale var. todaroi (Parl.) Fiori.

## Nutzung
Die Zilizische Zeitlose wird zerstreut als Zierpflanze in Rasen, Gehölzrändern und Rabatten genutzt. Sie ist seit spätestens 1571 in Kultur.